# Kościół Wniebowzięcia Najświętszej Maryi Panny „Taż-Żellieqa” w Għargħur
Kościół Wniebowzięcia Najświętszej Maryi Panny „Taż-Żellieqa” (malt. Il-knisja tal-Assunta taż-Żellieqa, ang. Santa Maria Taż-Żellieqa Church) – rzymskokatolicki kościół w miejscowości Għargħur na Malcie. Świątynia należąca do parafii św. Bartłomieja w Għargħur stoi przy Triq il-Madliena.

## Historia
Pierwsza kaplica została zbudowana w 1560 jako dziękczynienie na miejscu, gdzie, jak głoszą przekazy Matka Boża ukazała się i uzdrowiła młodą kobietę. Giovanni Francesco Abela w Descrittione di Malta (1647) cytuje prałata Pietro Dusinę, który w sprawozdaniu ze swojej wizyty w kościele w 1575 przytoczył ten fakt, Achille Ferres również wspomina o tym w swoim Descrizione storica delle chiese di Malta e Gozo (1866).
Kościół został przebudowany w 1650. Architektem nowego kościoła był Tommaso Dingli, projektant w 1612 kościoła parafialnego w Għargħur. Z biegiem czasu wprowadzane zostały w nim zmiany i uzupełnienia. I tak np. w 1777 na froncie zostały wykonane dwa okna. W XX wieku zbudowana została dzwonnica.
W 1950, z okazji ogłoszenia przez papieża Piusa XII dogmatu o Wniebowzięciu Najświętszej Maryi Panny, na fasadzie tego kościoła zostały umieszczone, za zgodą arcybiskupa metropolity Mikiela Gonziego, dwie marmurowe tablice, jedna w języku łacińskim, a druga w języku maltańskim, ze słowami ks. Dusiny dla upamiętnienia cudownego wydarzenia, które dało początek temu kościołowi.

## Wnętrze kościoła
Wewnątrz kościoła jest jeden ołtarz, który został wykonany z marmuru w stylu barokowym. Tytularny obraz to wspaniałe dzieło znanego maltańskiego malarza Rokku Buhagiara, przedstawiające Madonnę wstępującą do nieba z duszą i ciałem. W kościele znajdują się również trzy inne starożytne obrazy, które kiedyś znajdowały się w kościele parafialnym: Matka Boża z Góry Karmel, Zwiastowanie oraz Madonna ze św. Rochem i św. Sebastianem. Obrazy te są prawdopodobnie pędzla Filippo Dingliego, brata Tommaso, architekta kościoła parafialnego w Għargħur. W 1962 Emvin Cremona wykonał obraz przedstawiający Ukazanie się Madonny nieznanej dziewicy.

## Świątynia dziś
W 2021 ukończona została renowacja kościoła. Budynek został poddany szeroko zakrojonym pracom restauracyjnym z zewnątrz i wewnątrz ze względu na niszczenie na przestrzeni lat. Odnowiony został również plac przed kościołem (parvis). Łączny koszt prac wyniósł 121 000 euro. Jednocześnie parafia Għargħur skorzystała z okazji i na własny koszt odrestaurowała tytularny obraz kościoła.
Kościół jest w bardzo dobrym stanie, raz w tygodniu odprawiana jest msza święta. Święto patronalne obchodzone jest 15 sierpnia.